# Temnomilovití
Temnomilovití (Nesticidae) představují čeleď pavouků.

## Systematika
Za popisnou autoritu čeledi Nesticidae je pokládán francouzský přírodovědec Eugène Simon (1894). Následující seznam rodů je aktuální k lednu 2024:
- Aituaria Esyunin & Efimik, 1998
- Canarionesticus Wunderlich, 1992
- Carpathonesticus Lehtinen & Saaristo, 1980
- Cyclocarcina Kishida, 1942
- Daginesticus Fomichev, Ballarin & Marusik, 2022
- Domitius Ribera, 2018
- Eidmannella Roewer, 1935
- Howaia Lehtinen & Saaristo, 1980
- Kryptonesticus Pavlek & Ribera, 2017
- Nesticella Lehtinen & Saaristo, 1980
- Nesticus Thorell, 1869
- Pseudonesticus Liu & Li, 2013
- Sacarum Esyunin & Efimik, 2022
- Speleoticus Ballarin & Li, 2016
- Typhlonesticus Kulczyński, 1914
- Wraios Ballarin & Li, 2015

Některé rody historicky klasifikované v rámci čeledi Nesticidae byly reklasifikovány v rámci čeledí Synotaxidae (Gaucelmus, Hamus, Nescina) a Tetragnathidae (Schenkeliella).
V rámci příbuzenských vztahů byli temnomilovití sdružováni se snovačkovitými (Theridiidae), obě čeledi se mj. nápadně podobají svým snovacím aparátem. Značně odlišné stavby však nabývají kopulační orgány a rovněž molekulárně-fylogenetické studie od sebe obě čeledi spíše separují.

## Popis

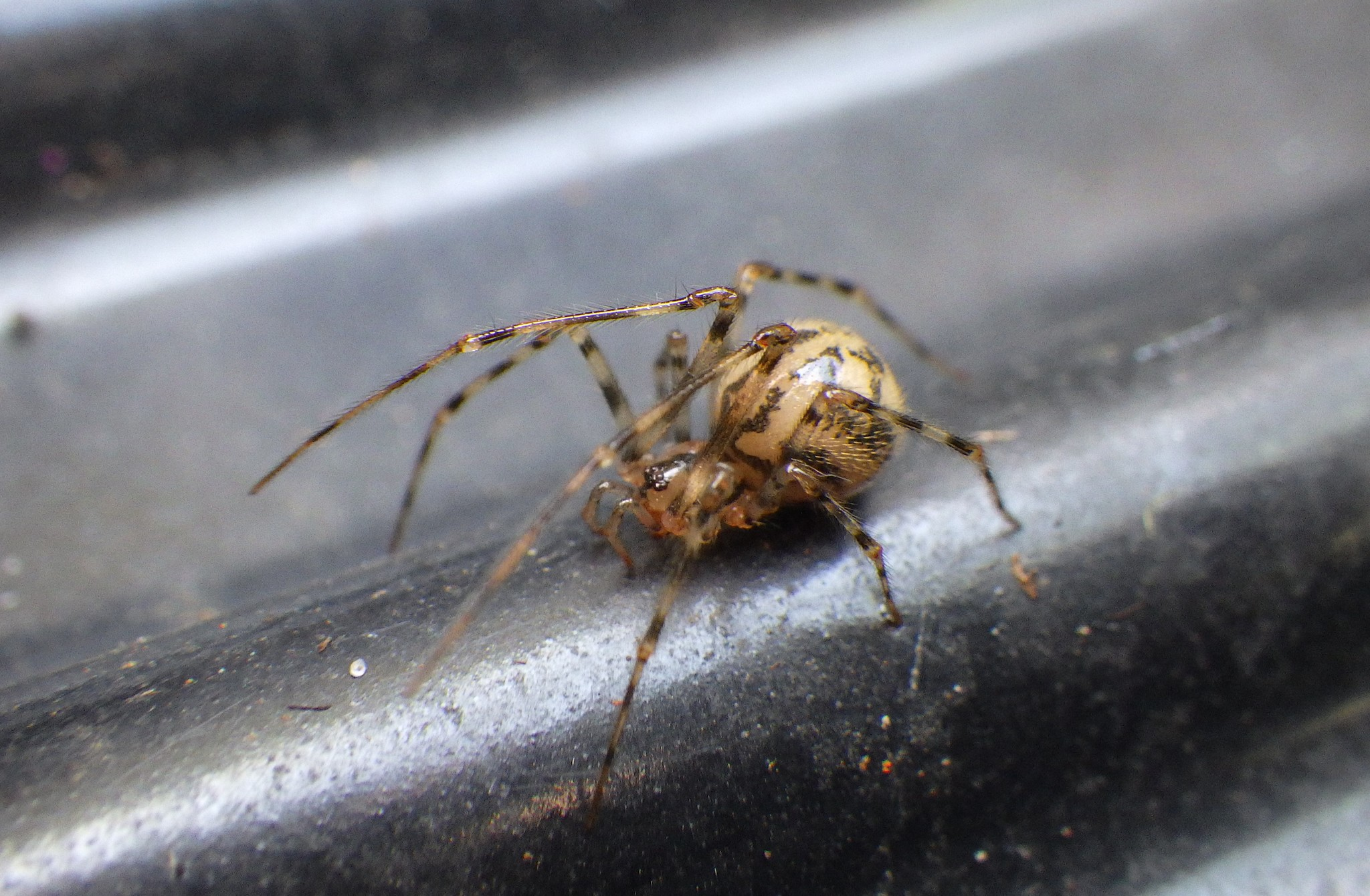
Temnomil sklepní, jediný zástupce čeledi na území ČR

Temnomilovití představují spíše menší pavouky, délka jejich těla činí asi 2 až 6 mm. Hlavohruď je relativně krátká, hruškovitého tvaru. Hřbetní rýžka (fovea) má podobu hluboké jamky. Spodní pysk (labium) je širší než delší, se ztloustlým předním okrajem; hrudní štít (sternum) má štítovitý tvar. Přední okraj žlábku chelicer je vybaven dvěma až třemi zuby a větším množstvím menších zoubků. Makadla samic se vyznačují nápadně prodlouženým tarzálním drápkem. Zadeček má kulovitý tvar, může jej pokrývat symetrický skvrnitý či pruhovaný vzor. Vyvinut je kolulus (drobná bradavka bez vývodu snovacích žláz). Kráčivé končetiny nesou tři drápky, pokrývají je chloupky a někdy je zdobí kroužkovaný vzor. Temnomilovití mají osm očí, uspořádaných do dvou řad – jeskynní druhy mohou nicméně redukovat přední střední oči.
Temnomilovití představují celosvětově rozšířenou čeleď pavouků, hojnou zvláště v teplých regionech. Hojně žijí v jeskyních, kde si z vysoce elastických, viskózních vláken budují nepravidelné pavučiny. Jejich sítě se podobají sítím snovaček. Českou faunu reprezentuje pouze temnomil sklepní (Nesticus cellulanus), hojný holarktický druh, jenž přivykl i životu v synantropních podmínkách. 